# Метакса Олена Георгіївна
Метакса Олена Георгіївна — радянська, українська актриса театру.
Народилася 17 грудня 1917 року. Працювала у Київському театрі російської драми ім. Лесі Українки.
Знялась у фільмах-спектаклях: «Діти сонця» (1956, Авдотья), «Вогненний міст» (1958, епіз.).
Померла 11 квітня 1997 року. 